# Distretto di Gadames
Il distretto di Gadames (in arabo شعبية غدامس) è stato uno dei 32 distretti della Libia; con la riforma del 2007 è entrato a far parte del distretto di Nalut.
Si trovava nella regione storica della Tripolitania. Capoluogo era la città di Gadames.